# Picture Butte
Picture Butte est une ville (town) du comté de Lethbridge située dans la province canadienne de l'Alberta.

## Démographie
En tant que localité désignée dans le recensement de 2011, Picture Butte a une population de 1 650 habitants dans 625 de ses 660 logements, soit une variation de 3.6% avec la population de 2006. Avec une superficie de 2,897 1 km2, la ville possède une densité de population de 569,535 1 hab/km2 en 2011.
Concernant le recensement de 2006, Picture Butte abritait 1 592 habitants dans 594 de ses 607 logements. Avec une superficie de 2,899 3 km2, la ville possédait une densité de population de 549,1 hab/km2 en 2006.
| 2001  | 2006  | 2011  | 2016  |
| ----- | ----- | ----- | ----- |
| 1 701 | 1 592 | 1 650 | 1 810 |